# Frémainville
Frémainville ist eine Gemeinde mit 502 Einwohnern (Stand: 1. Januar 2022) im Département Val-d’Oise in Frankreich. Die Gemeinde gehört zum Arrondissement Pontoise und zum Kanton Vauréal (bis 2015: Kanton Vigny). Die Bewohner nennen sich Frémillon(ne)s.

## Geographie
Frémainville liegt an der Aubette, etwa 41 Kilometer nordwestlich des Pariser Stadtzentrums. Das Gemeindegebiet gehört zum Regionalen Naturpark Vexin français. Umgeben wird Frémainville von den Nachbargemeinden Avernes im Norden, Théméricourt im Osten und Nordosten, Seraincourt im Süden, Jambville im Süden und Südwesten sowie Lainville-en-Vexin im Westen.

## Bevölkerungsentwicklung
| Jahr                      | 1962 | 1968 | 1975 | 1982 | 1990 | 1999 | 2006 | 2013 |
| ------------------------- | ---- | ---- | ---- | ---- | ---- | ---- | ---- | ---- |
| Einwohner                 | 254  | 254  | 236  | 410  | 432  | 477  | 480  | 480  |
| Quelle: Cassini und INSEE |      |      |      |      |      |      |      |      |

## Sehenswürdigkeiten
- Kirche Saint-Clair
- Schloss Frémainville, Bauwerk mit Elementen aus dem 17./18. Jahrhundert
- Portal des ehemaligen Pfarrhauses, Monument historique seit 1950
- Alte Destille, Ende des 19. Jahrhunderts erbaut
- Gutshof La Grue

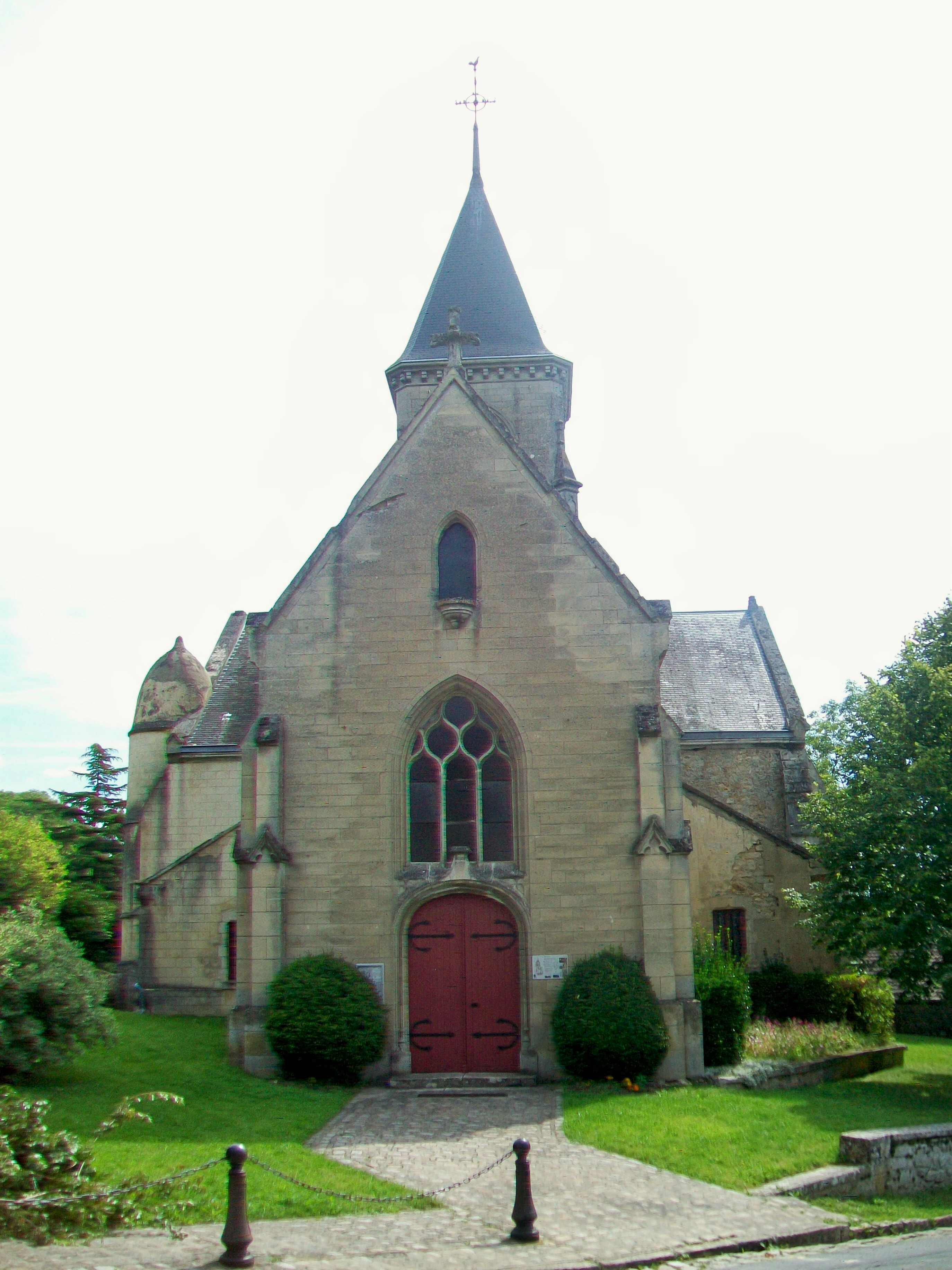
Kirche Saint-Clair
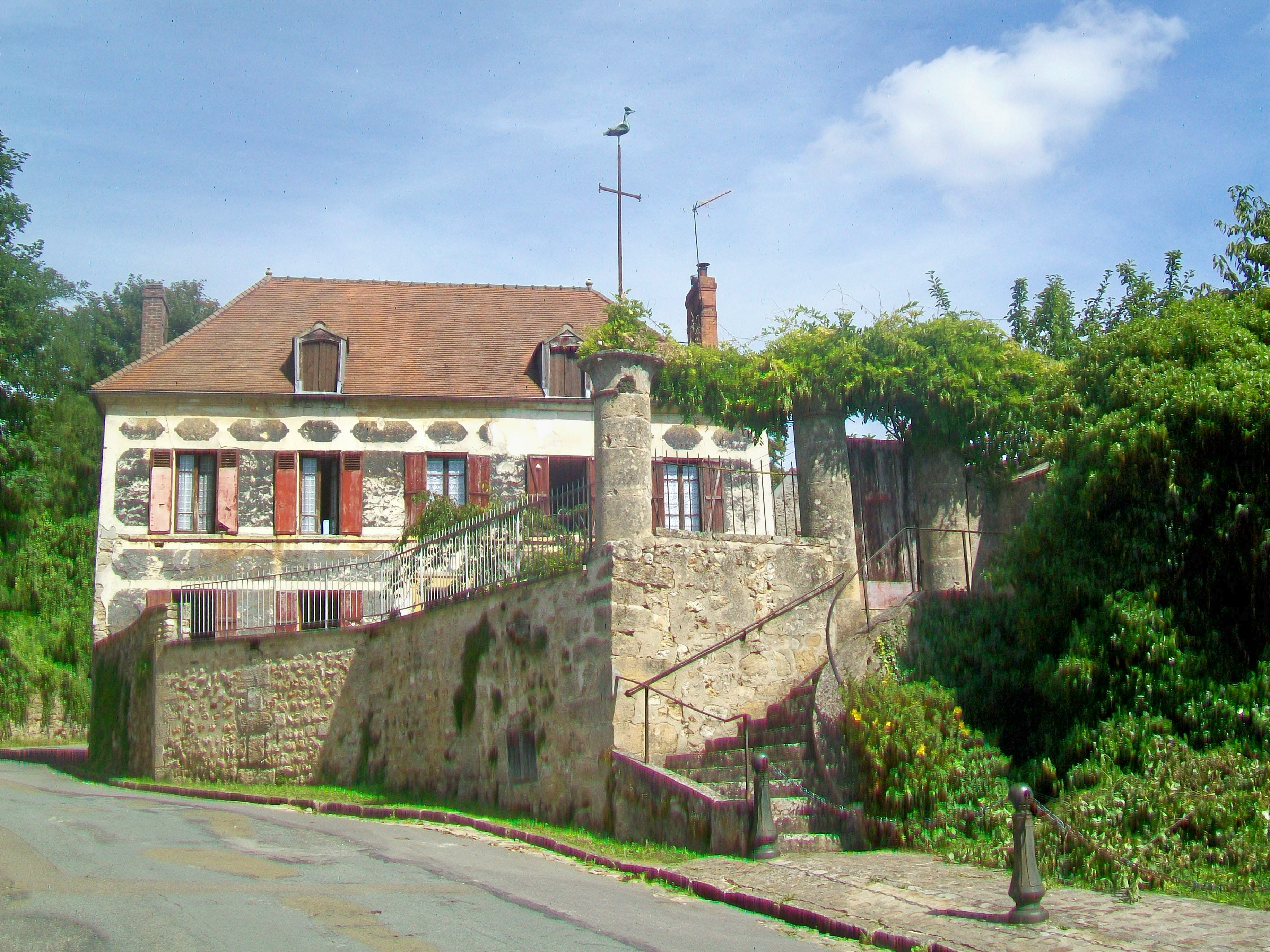
Ehemaliges Pfarrhaus
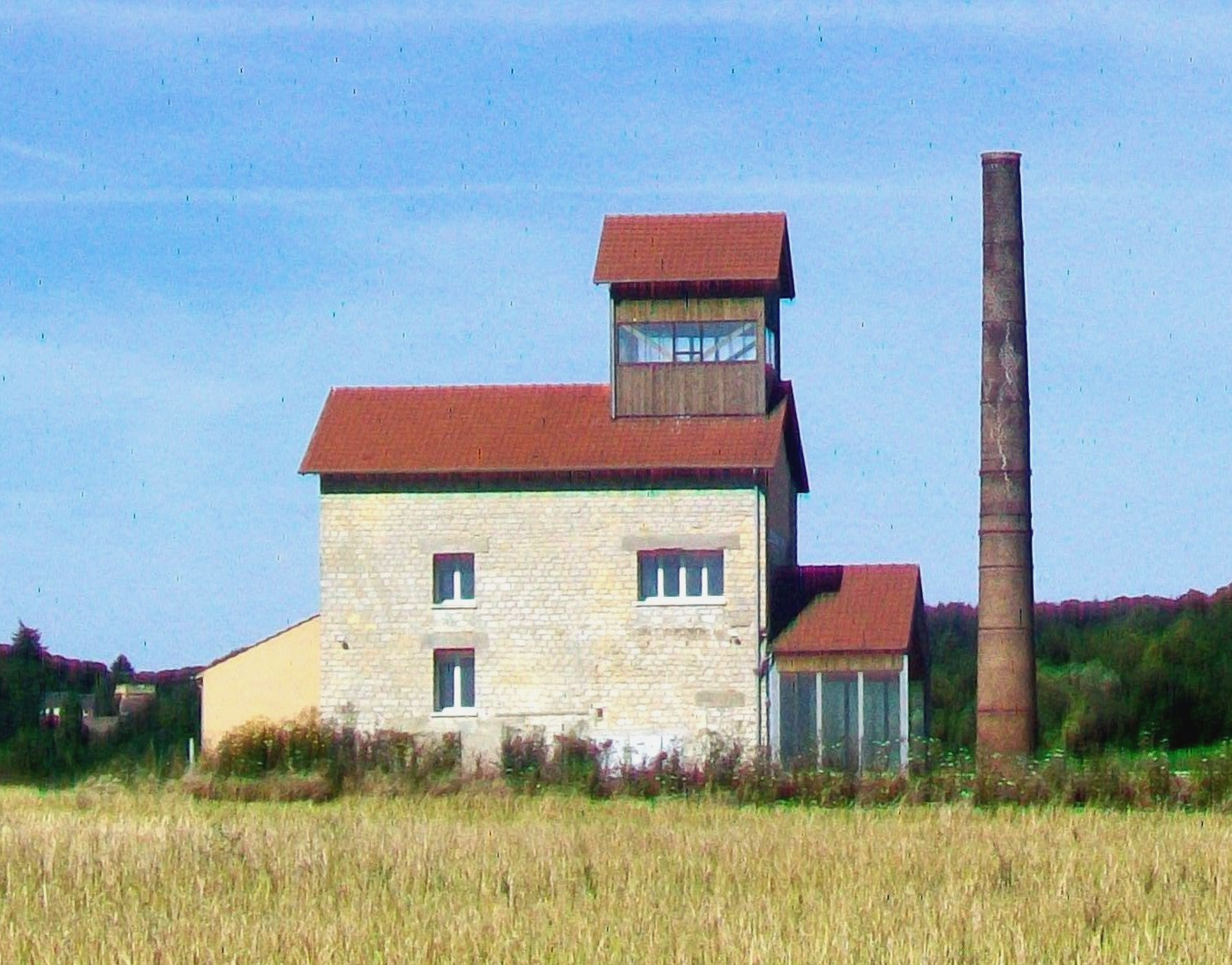
Ehemalige Destille
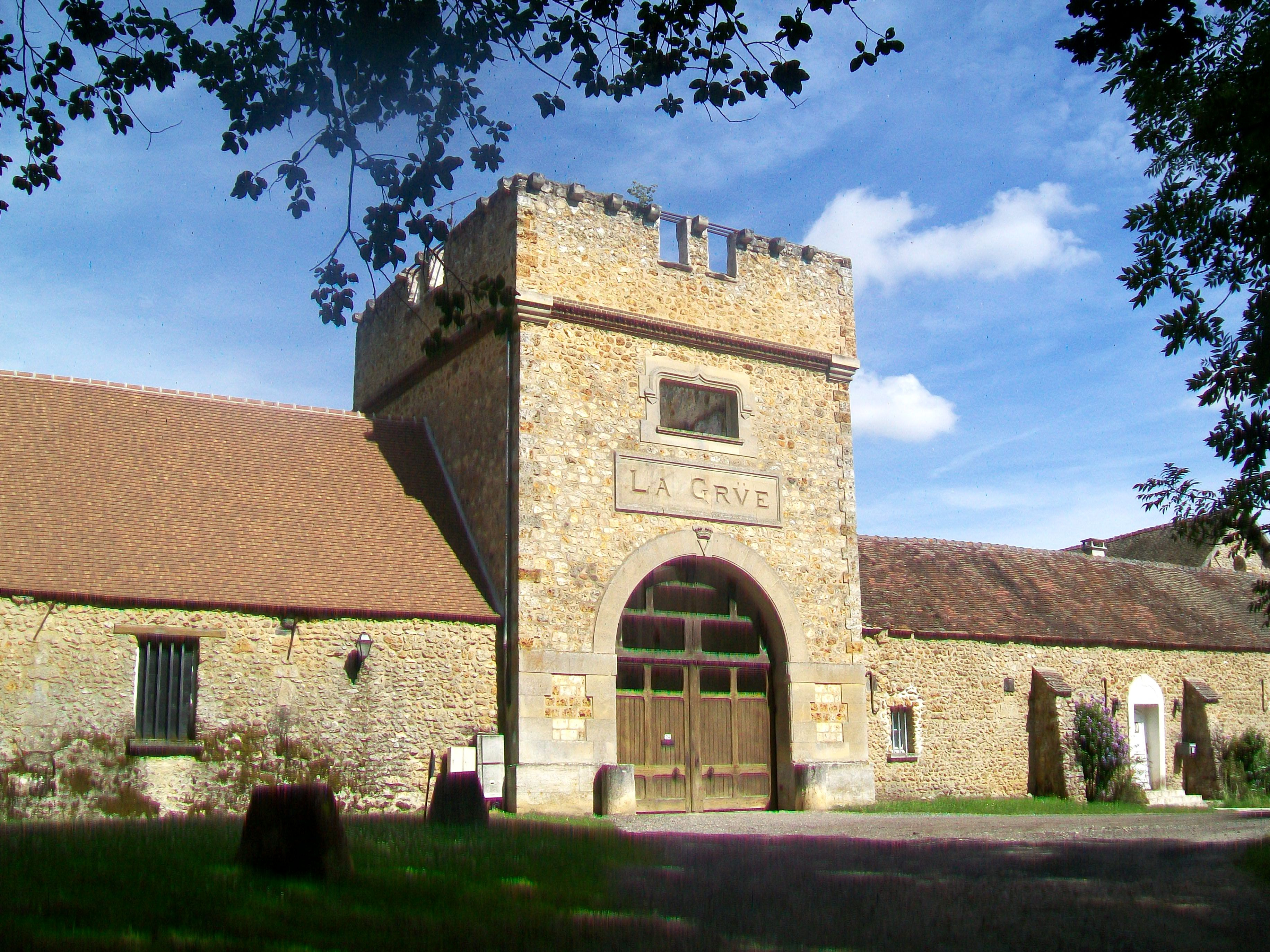
Gutshof La Grue